# Slovo House
Slovo House é um documentário ucraniano de 2017 dirigido por Taras Tomenko. 
A estreia ucraniana do filme ocorreu em 27 de outubro de 2017 em Kharkiv, Ucrânia. O filme participou do programa oficial de competição do 33º Festival Internacional de Cinema de Varsóvia em 2017.
Em 2018, o filme ganhou o Prêmio Nacional de Cinema Ucraniano " Golden Dzyga" na categoria " Melhor Documentário". 
Os cineastas utilizaram documentos materiais, como fotografias e filmagens de arquivos do Serviço Secreto da Ucrânia, de instituições acadêmicas e de universidades, ou seja, fontes primárias aos quais o público não tinha acesso.
O filme tem como diretor Taras Tomenko, foi escrito pela poeta Lyuba Yakimchuk e pelo roteirista Taras Tomenko, produzido por Yulia Chernyavska e Oleg Shcherbyna, cinematografia de Taras Tomenko e Oleksandr Yakimchuk e trilha sonora composta por Alla Zahaikevych.

## Trama

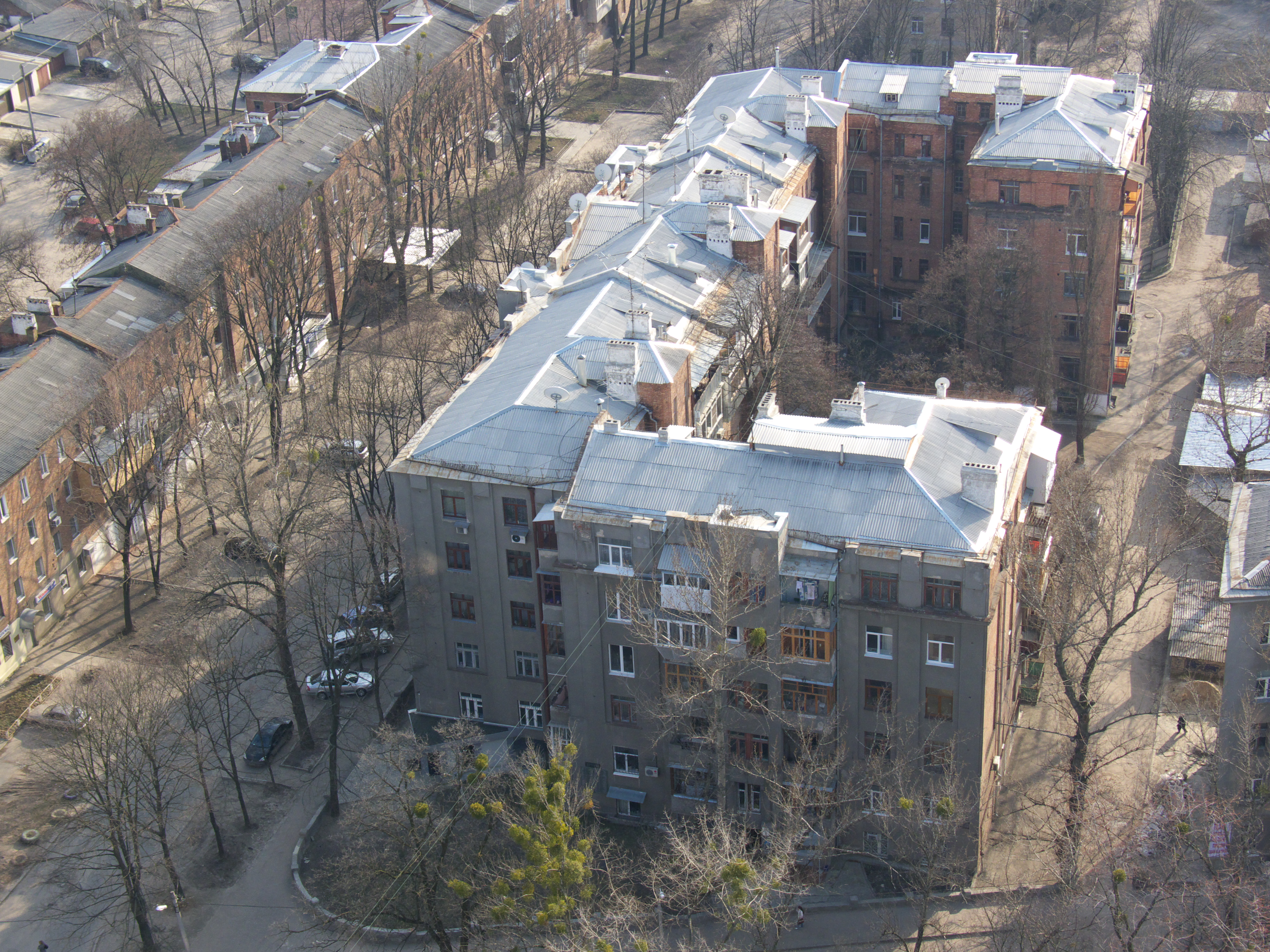
Casa Slovo, Kharkiv, Ucrânia

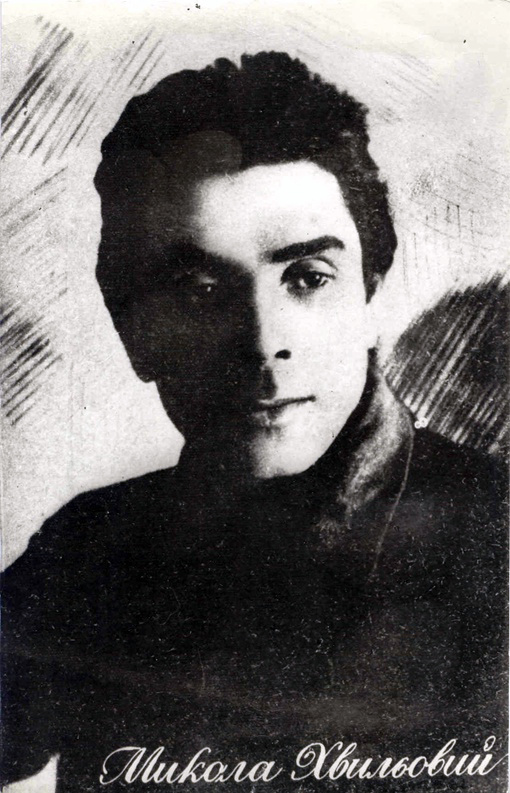
Mykola Khvylovy, um dos famosos poetas que estavam na casa

No final da década de 1920, um prédio com 66 apartamentos confortáveis, uma sala de jantar e um solário foi construído em Kharkiv, então capital da República Socialista Soviética da Ucrânia, de acordo com Stalin, especialmente para escritores, poetas, cineastas, atores e artistas ucranianos e outras figuras culturais da URSS, como Mykola Khvylovy, Ostap Vyshnya, Mykhaylo Semenko, Anatol Petrytsky e Antin Dyky, Pavlo Tychyna, Natalia Uzhvii, Volodymyr Sosiura, e Oleksandr Dovzhenko.
Foi projetado pelo arquiteto da cidade de Kharkiv, Mykhailo Dashkevych, com a forma da letra "C", a primeira letra cirílica da palavra “слово” (slovo) que significa "palavra". O prédio detinha placas que homenageavam algumas figuras importantes da cultura ucraniana. Mas durante vários anos esta casa foi chamada de “Crematório” ou “casa de detenção preventiva”.
Tudo foi providenciado para a conveniência dos moradores: quartos espaçosos e iluminados, tetos altos, janelas grandes. Eles até construíram um parque ali perto para que os moradores tivessem um lugar para relaxar.
Entretanto, esse aparente paraíso estava equipado com um sistema de vigilância especial e uma rede de agentes soa serviços secretos soviéticos, graças aos quais os autores eram monitorados e mantidos sob controle. Em particular, alguns escritores foram denunciados por suas próprias esposas, por seus agentes ou por suas empregadas domésticas. Todos os que visitaram esta casa também estavam sob tal controle, como ocorreu com Bertolt Brecht, Theodore Dreiser, Bruno Jasieński, que veio a Kharkiv para a Conferência Internacional de Escritores Revolucionários em 1930. Os escritores ucranianos testemunharam os efeitos do Holodomor de 1932-33 e, como resultado, sua situação piorou.
Alguns artistas cometeram suicídio, outros enlouqueceram. Durante a repressão stalinista, moradores de quarenta dos sessenta e três apartamentos foram presos.

## Recepção
Críticos e especialistas em cinema ucranianos, em geral, avaliaram positivamente o filme. O chefe da Agência Estatal Ucraniana de Cinema, Pylyp Ilyenko, elogiou o filme, observando que, antes do início das filmagens, os cineastas fizeram um ótimo trabalho com os arquivos, o que os ajudou a encontrar fatos novos, inéditos e únicos. Ilyenko também elogiou a habilidade artística do filme, observando que os criadores conseguiram combinar organicamente vídeos contemporâneos e de arquivo. Um crítico da revista Texty também elogiou o filme, dizendo que seu componente educacional ajudará a trazer esses artistas ucranianos reprimidos de volta ao espaço público. 
O filme também ajudou a fomentar outras reflexões artísticas sobre o período, como o álbum/musical “You [Romance]" da banda MUR, dedicado aos escritores que viveram no edifício. 